# Geoffrey Bouchard
Geoffrey Bouchard (Dijon; 1 de abril de 1992) é um ciclista francês, membro da equipa AG2R La Mondiale.

## Palmarés
- 2018
- Tour de Alsacia, mais 1 etapa
- Entre Brenne e Montmorillonnais

- 2019
- Classificação da montanha da Volta a Espanha

## Resultados nas Grandes Voltas
| Carreira        | 2019 |
| --------------- | ---- |
| Giro d'Italia   | -    |
| Tour de France  | -    |
| Volta a Espanha | 47.º |

-: não participa 

Ab.: abandono 

## Classificações mundiais
}
| Ano             | 2018  |
| UCI Europe Tour | 562.º |